# Eka Kurniawan
Eka Kurniawan (Tasikmalaya, Indonesië, 28 november 1975) is een Indonesisch journalist, grafisch ontwerper en stripschrijver.
Hij studeerde filosofie aan de Universitas Gadjah Mada in Jogjakarta, en studeerde af op een cultuurfilosofisch onderwerp. De afstudeerscriptie werd later (1999) als boek uitgegeven onder de titel Pramoedya Ananta Toer dan Sastra Realisme Sosialis ("Pramoedya Ananta Toer en de socialistisch-realistische literatuur".) Vervolgens is hijzelf door de kritiek wel bestempeld als een waardig opvolger van Pramoedya.
Eka Kurnaiawan schreef Corat-coret di Toilet ("Graffiti in het toilet", verhalen, 2000) Cantik Itu Luka ("Gewonde schoonheid", roman, 2002), Lelaki Harimau ("De tijgerman", roman, 2004), Gelak Sedih dan Cerita-cerita Lainnya ("Een droeve lach en andere verhalen", 2005) en Cinta Tak Ada Mati dan Cerita-cerita Lainnya ("Liefde sterft niet en andere verhalen", 2005). Daarna begon hij aan zijn eerste beeldroman, in samenwerking met twee andere ontwerpers.
In 2016, veertien jaar na het verschijnen in het Indonesisch, verscheen de Nederlandse vertaling van Cantik Itu Luka door Maya Sutedja-Liem en Sven Aalten, onder de titel "Schoonheid is een vloek". In 2015 waren reeds enkele Engelse vertalingen uitgegeven, getiteld Beauty is a Wound.

## Publicaties

### Romans
- Cantik Itu Luka (2002), vertaald als “Schoonheid is een vloek”[3]
- Lelaki Harimau (2004)
- Seperti Dendam, Rindu Harus Dibayar Tuntas (2014)
- O (2016)

### Korte verhalen
- Corat-coret di Toilet (2000)
- Gelak Sedih dan Cerita-cerita Lainnya (2005)
- Cinta Tak Ada Mati dan Cerita-cerita Lainnya (2005)
- Kumpulan Budak Setan (2010, met Intan Paramaditha en Ugoran Prasad)
- Perempuan Patah Hati yang Kembali Menemukan Cinta Melalui Mimpi (2015)

### Non-fictie
- Pramoedya Ananta Toer dan_Sastra Realisme Sosialis

Oorspr. 1999, Yogyakarta: Yayasan Aksara Indonesia
Heruitg. 2002, Yogyakarta: Penerbit Jendela
Heruitg. 2006, Jakarta: Gramedia Pustaka Utama.

### Prijzen en eerbetoon
- 2015 Foreign Policy's Global Thinkers of 2015 voor pinning Indonesian literature on the map.
- 2015 IKAPI (id)'s Book of the Year for Man Tiger.
- 2016 World Readers' Award (Winnaar)  voor Beauty Is a Wound.
- 2016 The Man Booker International Prize (Longlist) voor Man Tiger.
- 2016 Best Translated Book Award (Fiction Longlist) voor Beauty Is a Wound.
- 2016 Financial Times/OppenheimerFunds Emerging Voices (Winnaar Fiction Category) voor Man Tiger.
- 2018 Prins Claus Prijs